# Las Pomas, Jalisco
Las Pomas är en ort i Mexiko.   Den ligger i kommunen Jesús María och delstaten Jalisco, i den centrala delen av landet, 400 km väster om huvudstaden Mexico City. Las Pomas ligger 2 031 meter över havet och antalet invånare är 141.
Terrängen runt Las Pomas är platt åt nordost, men åt sydväst är den kuperad. Runt Las Pomas är det ganska glesbefolkat, med 28 invånare per kvadratkilometer. Närmaste större samhälle är Arandas, 12,1 km nordväst om Las Pomas. I omgivningarna runt Las Pomas växer huvudsakligen savannskog.